# Cvjetko Popović
Cvjetko Popović (Sarajevo 1896 - Sarajevo, 9 de junio de 1980) fue un serbiobosnio que estuvo involucrado en el asesinato en 1914 del archiduque Francisco Fernando de Austria y de su esposa la duquesa Sofía Chotek. Fue miembro del grupo revolucionario de la Joven Bosnia.

## Biografía
Popović, nacido en lo que hoy es Bosnia-Herzegovina, era un joven estudiante de 18 años en Sarajevo cuando fue reclutado por Danilo Ilić para participar en el asesinato del archiduque Francisco Fernando de Austria. 

### Atentado
Su amigo Vaso Čubrilović y el hermano mayor de este, ya formaban parte de la trama. Popović, recibió una pistola y una bomba, pero en el momento del atentado no actuó y escondió la bomba y la pistola en el sótano de una casa cercana. Fue detenido nueve días después de los asesinatos. En octubre de 1914 fue juzgado junto a sus compañeros, fue declarado culpable de traición. 
Al tener menos de 20 años no le fue aplicada la pena de muerte. Recibió una condena de 13 años. Al acabar la guerra con la derrota de las potencias centrales por los aliados, el gobierno austriaco lo puso en libertad, cumplió 4 años de su sentencia.

#### Vida posterior
Después de la salida de prisión al final de la I Guerra Mundial, Popović volvió para enseñar como catedrático de Filosofía y finalmente llegó a ser el conservador del departamento etnográfico del Museo de Sarajevo.
En 1964, la noche anterior al 50 aniversario del asesinato del archiduque, Popović acudió a una conferencia sobre el atentado, pero no fue a ninguno de los eventos programados en la ciudad para conmemorar el aniversario. Se presume que dijo que si hubiese sabido que el acto iba a provocar la guerra, no habría tomado parte en el atentado. En 1969, en el 55 aniversario del atentado, Popović, con 73 años, concedió una entrevista recordando el asesinato.
Cvjetko Popović, murió en Sarajevo el 9 de junio de 1980, a la edad de 84 años.